# Isländischer Fußballpokal der Männer 1976
Der isländische Fußballpokal 1976 war die 17. Austragung des isländischen Pokalwettbewerbs der Männer. Pokalsieger wurde Valur Reykjavík. Das Team setzte sich im Finale am 12. September 1976 im Laugardalsvöllur von Reykjavík gegen ÍA Akranes durch. Für ÍA Akranes war es in 17 Jahren zum zweiten Mal die dritte Finalniederlage in Folge und die achte insgesamt.
Da Valur neben dem Pokal auch die Meisterschaft gewann, war der unterlegene Finalist ÍA Akranes für den Europapokal der Pokalsieger qualifiziert. Titelverteidiger ÍB Keflavík war im Viertelfinale gegen den späteren Finalisten ausgeschieden.

## Modus
Die Begegnungen wurden in einem Spiel ausgetragen. Bei unentschiedenem Ausgang wurde das Spiel auf des Gegners Platz wiederholt. In der ersten Runde nahmen nur Drittligisten, in der zweiten Runde Zweit- und Drittligisten teil. Die Vereine aus der ersten Liga starteten im Achtelfinale.

## 1. Runde
| Datum      |                         | Ergebnis |                          |
| ---------- | ----------------------- | -------- | ------------------------ |
| 02.06.1976 | Hamar Hveragerði        | 00:12    | Haukar Hafnarfjörður     |
| 04.06.1976 | Fylkir Reykjavík        | 3:0      | ÍF Grótta                |
| 09.06.1976 | UMF Grindavík           | 2:6      | Víðir Garði              |
| 09.06.1976 | Austri Eskifjörður      | 2:1      | KSH Stöðvarfjörður       |
| 11.06.1976 | þróttur Norðfjörður     | 7:0      | Valur Reyðarfjörður      |
| 12.06.1976 | Leiknir Fáskrúðsfjörður | 5:1      | UMF Einherji             |
| 23.06.1976 | UMS Skagafjörður        | 11:00    | US Vestur-Húnavatnssýsla |
| 23.06.1976 | Leiftur Ólafsfjörður    | 3:2      | US Austur-Húnvetninga    |
| 23.06.1976 | Magni Grenivík          | 7:1      | UMF Eilífur              |
| 25.06.1976 | UMF Njarðvík            | 2:4      | UMF Afturelding          |

## 2. Runde
| Datum      |                      | Ergebnis |                         |
| ---------- | -------------------- | -------- | ----------------------- |
| 23.06.1976 | UMF Víkingur         | 4:0      | Snæfell Stykkishólmur   |
| 23.06.1976 | ÍB Ísafjörður        | 6:0      | Grettir Hólmavík        |
| 29.06.1976 | Ármann Reykjavík     | 1:0      | Leiknir Reykjavík       |
| 30.06.1976 | UMF Afturelding      | 2:4      | Fylkir Reykjavík        |
| 30.06.1976 | Völsungur Húsavík    | 3:0      | UMS Skagafjörður        |
| 30.06.1976 | þór þorlákshöfn      | 1:3      | UMF Selfoss             |
| 30.06.1976 | þróttur Norðfjörður  | 3:0      | Leiknir Fáskrúðsfjörður |
| 30.06.1976 | Huginn Seyðisfjörður | 2:1      | Austri Eskifjörður      |
| 30.06.1976 | KA Akureyri          | 12:00    | Leiknir Reykjavík       |
| 30.06.1976 | Reynir Árskógsströnd | 0:1      | Magni Grenivík          |
| 30.06.1976 | KS Siglufjarðar      | 4:2      | þór Akureyri            |
| 30.06.1976 | Reynir Sandgerði     | 0:1      | Víðir Garði             |
| 30.06.1976 | ÍR Reykjavik         | 0:3      | Haukar Hafnarfjörður    |
| 30.06.1976 | ÍBV Vestmannaeyja    | 4:0      | UMF Stjarnan            |

## 3. Runde
| Datum      |                      | Ergebnis |                     |
| ---------- | -------------------- | -------- | ------------------- |
| 07.07.1976 | UMF Selfoss          | 2:4      | ÍBV Vestmannaeyja   |
| 07.07.1976 | ÍB Ísafjörður        | 3:2      | UMF Víkingur        |
| 14.07.1976 | Huginn Seyðisfjörður | 1:2      | þróttur Norðfjörður |
| 14.07.1976 | Haukar Hafnarfjörður | 4:0      | Fylkir Reykjavík    |
| 14.07.1976 | Víðir Garði          | 1:0      | Ármann Reykjavík    |
| 14.07.1976 | KS Siglufjarðar      | 2:3      | Völsungur Húsavík   |
| 14.07.1976 | Magni Grenivík       | 0:2      | KA Akureyri         |

## Achtelfinale
Teilnehmer: Die sieben Sieger der 3. Runde und die neun Teams der 1. deild 1976.
| Datum      |                      | Ergebnis |                      |
| ---------- | -------------------- | -------- | -------------------- |
| 27.07.1976 | KA Akureyri          | 2:6      | KR Reykjavík         |
| 27.07.1976 | Haukar Hafnarfjörður | 1:4      | Valur Reykjavík      |
| 27.07.1976 | þróttur Reykjavík    | 0:2      | FH Hafnarfjörður     |
| 27.07.1976 | ÍA Akranes           | 3:0      | Víkingur Reykjavík   |
| 27.07.1976 | ÍB Keflavík          | 4:0      | ÍBV Vestmannaeyja    |
| 27.07.1976 | Völsungur Húsavík    | 2:3      | Breiðablik Kópavogur |
| 28.07.1976 | ÍB Ísafjörður        | 1:3      | Fram Reykjavík       |
| 29.07.1976 | þróttur Norðfjörður  | 4:2      | Víðir Garði          |

## Viertelfinale
| Datum      |                      | Ergebnis |                     |
| ---------- | -------------------- | -------- | ------------------- |
| 11.08.1976 | FH Hafnarfjörður     | 2:2      | þróttur Norðfjörður |
| 11.08.1976 | ÍA Akranes           | 3:1      | ÍB Keflavík         |
| 11.08.1976 | Fram Reykjavík       | 1:2      | Valur Reykjavík     |
| 11.08.1976 | Breiðablik Kópavogur | 1:1      | KR Reykjavík        |

### Wiederholungsspiel
| Datum      |              | Ergebnis |                      |
| ---------- | ------------ | -------- | -------------------- |
| 26.08.1976 | KR Reykjavík | 1:3      | Breiðablik Kópavogur |

## Halbfinale
| Datum      |                  | Ergebnis |                      |
| ---------- | ---------------- | -------- | -------------------- |
| 26.08.1976 | FH Hafnarfjörður | 2:3      | ÍA Akranes           |
| 31.08.1976 | Valur Reykjavík  | 0:0      | Breiðablik Kópavogur |

### Wiederholungsspiel
| Datum      |                      | Ergebnis |                 |
| ---------- | -------------------- | -------- | --------------- |
| 02.09.1976 | Breiðablik Kópavogur | 0:3      | Valur Reykjavík |

## Finale
| Paarung  | Valur Reykjavík – ÍA Akranes            |
| Ergebnis | 3:0                                     |
| Datum    | 12. September 1976                      |
| Stadion  | Laugardalsvöllur, Reykjavík             |
| Tore     | Hermann Gunnarsson , Kristinn Björnsson |